# Erich Friedman
Erich Friedman (født 1965) i West Lafayette, Indiana, USA, er en amerikansk matematiker med en Ph.D. i matematik- og computervidenskab fra Cornell University i 1991. 
Anno 2009 underviser Friedman på Stetson University i Florida som associated professor.
Friedman er kendt for udvikling af avancerede computerspil samt matematisk forskning , han krediteres blandt andet for udvikling af Friedman numbers.

## Ekstern henvisning og kilde
- Friedmans hjemmeside (engelsk) Arkiveret 9. januar 2010 hos  Wayback Machine